# A Mandalóri
A Mandalóri (eredeti cím: The Mandalorian) 2019 és 2023 között vetített amerikai űrwestern sorozat, amelyet Jon Favreau készít a Disney+ számára. Ez az első a Csillagok háborúja univerzumában játszódó élőszereplős sorozat, ami a A jedi visszatér után öt évvel veszi fel a fonalat. Pedro Pascal játssza a főszereplő Din Djarint, a kezdetben magányos fejvadászt, akinek az útját keresztezi az erőérzékeny kisgyerek, Grogu. A 3. évadtól a Katee Sackhoff által játszott Bo-Katan Kryze is főszereplővé válik, miután már a 2. évadban is megjelent.
A Csillagok háborúja kitalálója, George Lucas 2009-ben kezdett el dolgozni egy élőszereplős sorozaton a film-univerzumban, de úgy ítélték meg, hogy túl drága lenne és végül nem készült el. A Lucasfilmet 2012 októberében eladta a Disney-nek, azután e vállalkozás keretében kezdtek el fejleszteni egy sorozatot a Disney+ számára. Jon Favreau 2018 márciusában írta alá a szerződést íróként és készítőként, ezek mellett még vezető producerként is Dave Filoni, Kathleen Kennedy, Colin Wilson és Rick Famuyiwa mellett. A sorozat címét 2018 októberében jelentették be, amikor elkezdték a forgatást a kaliforniai Manhattan Beach Studiosban. A vizuális effekt-részleg, az Industrial Light & Magic ehhez a sorozathoz fejlesztette ki legújabb technológiáját, a StageCraftot, egy virtuális videófalat, amely 360 fokban veszi körül a színészeket és a stábot. Azóta ezt a technológiát más sorozatok és filmek is használják.
A Mandalóri premierje 2019. november 12-én volt, a Disney+ elindulásának napján. Az első évadot pozitív kritikák fogadták. Jelölték Legjobb drámasorozat kategóriában a 2020-as Primetime Emmy-díjátadón és elnyert hét Primetime Creative Arts Emmy-díjat. A második évad premierje 2020. október 30-án volt, míg a harmadiké 2023. március 1-én. A negyedik évadot már készítik.
Spin-off sorozatai a Boba Fett könyve, az Ahsoka és a Kóbor alakulat kiegészítik A Mandalóri idővonalát. A négy sorozat együtt alkotja a Mandoverzumot.

## Cselekmény
A sorozat öt évvel A Jedi visszatér után veszi fel a fonalat, miután a Galaktikus Birodalom szétesett. A sorozat Din Djarin, a magányos fejvadász útját követi a Külső-Peremvidéken. Egy birodalmi felbérli, hogy szállítsa le neki Grogut, de ehelyett ő védelmébe veszi a gyermeket. Miközben próbálja őt visszajuttatni fajtájához, Gideon moff üldözi, aki Grogu vérét akarja felhasználni. A páros ezek után a Mandalórra utazik, hogy Din jóvátegye azt a szabályszegését, hogy mások előtt levette sisakját.

## Szereplők

### Főszereplők
| Szereplő       | Színész         | Magyar hang    | Leírás |
| -------------- | --------------- | -------------- | --- |
| Din Djarin     | Pedro Pascal    | Varga Gábor    | Mandalóri fejvadász és az Őrség gyermekei klán harcosa, aki találkozik Groguval és magával viszi, hogy megvédje a Birodalom emberei és más fejvadászok elől. Feladatává válik, hogy visszavigye őt saját fajtájához, de Grogu úgy dönt, hogy vele marad, így Din lelence lesz. Becenevei A Mandalóri és Mandó. |
| Din Grogu      | különböző bábok | Eredeti hang   | Yoda fajához tartozó erőérzékeny 50 éves kisgyerek. A Gideon moff által vezetett birodalmi maradvány keresi őt, hogy a vérét meg tudják vizsgálni, és klónozásra tudják felhasználni. A Mandalórit bízzák meg, hogy fogja el és adja át nekik, de ő az átadás előtt meggondolja magát, és inkább a védelmébe veszi. Úgy dönt, hogy Mandó mellett marad, így az ő lelence lesz. Beceneve A Gyermek, a médiában és a köznyelvben leginkább Bébi Yodaként hivatkoznak rá. |
| Bo-Katan Kryze | Katee Sackhoff  | Mórocz Adrienn | Mandalóri harcos, és az Éji bagoly vezetője volt, aki a klónháborúk idején a Halálőrség tagjaként akarta megdönteni pacifista nővére uralmát. A háború végnapjaiban Ahsoka Tano oldalán harcolva vezette népét Mandalór ostromakor. Egyből miután győzedelmeskedett, a Birodalom átvette az irányítást és ő elbukott. Évekkel később Sabine Wren odaadta neki a Sötétkardot, hogy vezesse a mandalóriakat a Birodalom ellen, de a Nagy Tisztogatás során Gideon Moff üveggé zúzta a bolygót. Bosszúvágyától fűtve keresi Gideont, de a kardot Din szerzi meg. Miután megmártózik az Élő Vizekben, a Fegyverkovács befogadja őt. |

### Mellékszereplők
| Szereplő                | Színész                                           | Magyar hang                                  | Leírás |
| ----------------------- | ------------------------------------------------- | -------------------------------------------- | --- |
| Greef Karga             | Carl Weathers                                     | Schneider Zoltán                             | A Fejvadász Céh vezetője. Ő bízza meg Dint, hogy hozza el Grogut, de amikor nem viszi el, tervet dolgoz ki a Mandalóri megölésére. Később Grogu megmenti az életét, így ő is segíti megvédeni a birodalmiak elől. Mindezen események után újjáépíti Nevarrót és a főmagisztrátusa lesz.                                                          |
| Az ügyfél               | Werner Herzog                                     | Barbinek Péter                               | A Galaktikus Birodalom ügynöke, neki adja át Din Grogut. Amikor Gideon megérkezik a Nevarróra, megöli. |
| Penn Pershing           | Omid Abtahi                                       | Seder Gábor                                  | A Galaktikus Birodalom klónozó tudósa, az ügyféllel és Gideon moffal dolgozik együtt, hogy megszerezzék Grogut. Később Gideon letártoztatássa után áthelyezték őt Coruscantba egy Amnesztia programba hogy beilleszkedjen az Új Köztársaságba, de a kutatás iranti szenvedélye és Kane beárulása miatt, a Köztársaság elmenyúzót alkalmaztak rá. |
| Kuiil                   | Misty Rosas (megformáló) Nick Nolte (hang)        | Borbiczki Ferenc                             | A Birodalom egykori szolgája, aki nyugdíjas éveit az Arvala-7 bolygón tölti. Dinnel akkor találkozik, amikor az a bolygóra érkezik, hogy megtalálja Grogut. Később segíti megvédeni a kicsit a Birodalomtól, de a birodalmi rohamosztagosok megölik őt.                                                                                          |
| IG-11 / IG-12           | Taika Waititi (hang)                              | Dányi Krisztián                              | Fejvadász droid, meg akarja ölni Grogut. Din ezért lelövi, de Kuiil megtalálja és átprogramozza a droidot, hogy ápolja és védelmezze Grogut. Végül feláldozza saját létét, hogy megmentse. |
| Carasynthia "Cara" Dune | Gina Carano                                       | Dobó Enikő                                   | Magasan képzett harcos, egykori Lázadó, aki a Birodalom bukása után zsoldos lett. Szívből gyűlöli a Birodalmat. Segíti megvédeni Grogut. Később a Nevarro marsallja lett, majd Gideon leszállítása után előléptették őt az Új köztársasági különleges erők részévé.                                                                              |
| Gideon moff             | Giancarlo Esposito                                | Epres Attila                                 | A Galaktikus Birodalom nevarrói maradványainak vezetője, aki korábban a Birodalmi Biztonsági Hivatal magas rangú tisztje volt. Elrabolja Grogut, de a Mandalóri gyorsan visszaszerzi őt és elnyeri tőle a sötétkardot, ami a Nagy Tisztogatás során került hozzá.                                                                                |
| Fegyverkovács           | Emily Swallow                                     | Solecki Janka                                | Az Őrség gyermekei klán vezetője a Nevarrón, aki beszkárból páncélt kovácsol. Mandót arra utasítja, hogy Grogut vigye vissza a saját fajához. Mikor visszatér, kiderül hogy Din levette sisakját, ezért elküldi őt megmártózni az Élő-Vizekbe, ahonnan Bo-Katannal tér vissza, így mindkettejüket befogadja.                                     |
| Peli Motto              | Amy Sedaris                                       | Vándor Éva                                   | Szerelő, aki űrkikötőt irányít a Tatuinon. Nagyon szereti dédelgetni Grogut. Ő szerzi Dinnek az N1-es csillaghajót és ő adja oda neki R5-D4-et. |
| Boba Fett               | Temuera Morrison                                  | Dörner György                                | Hírhedt fejvadász, Jango Fett fia, akit korábban halottnak hittek. Alkut köt Dinnel: Amennyiben Mandó visszaadja páncélját, ő segít neki megkeresni Grogut. Korábbi halálközeli élménye után úgy dönt, hogy jó hellyé teszi Mos Espát. |
| Béka asszony            | Misty Rosas (megformáló) Dee Bradley Baker (hang) | Eredeti hang                                 | Békaszerű lény, akinek Din Djarin segít hazajutni a férjéhez, hogy az megtermékenyíthesse tojásait, mielőtt kihalna a vérvonaluk. Cserébe a férje információt ad Dinnek más mandalóriak hollétéről. |
| Koska Reeves            | Mercedes Varnado                                  | Faluvégi Fanni                               | Bo-Katan oldalán harcoló mandalóri, és az Éji bagoly tagja. |
| Fennec Shand            | Ming-Na Wen                                       | Horváth Lili                                 | Merénylő és zsoldos a galaxis legfőbb bűnszövetkezeteinél. Toro Calican megpróbálja lelőni, viszont Boba Fett megmenti őt, ezért hálából neki dolgozik. |
| Elia Kane               | Katy O’Brian                                      | Kardos Eszter                                | Gideon moff kommunikációs tisztje. |
| Carson Teva             | Paul Sun-Hyung Lee                                | Holl Nándor                                  | Az Új Köztársaság századosa. Din több alkalommal is összefut vele és mindig megússza. Teva századost nagyon aggasztja Gideon moff eltűnése és a sok kalóztámadás a Külső-Gyűrűben, így segítséget kér Dintől. |
| Axe Woves               | Simon Kassianides                                 | Dolmány Attila                               | Bo-Katan oldalán harcoló mandalóri, és az Éji bagoly tagja. Később ő lett csoportjuk vezetője. |
| Paz Vizsla              | Tait Fletcher (megformáló) Jon Favreau (hang)     | Varga Rókus (1. évad) Bognár Tamás (3. évad) | Az Őrség gyermekei klán egyik harcosa. A Vizsla klán tagja volt, amelybe a Sötétkardot készítő mandalóri Jedi, Tarre Vizsla és Pre Vizsla is tartozott. |

### Kiemelt szereplők
| Szereplő            | Színész                                                    | Magyar hang         | Leírás |
| ------------------- | ---------------------------------------------------------- | ------------------- | --- |
| Toro Calican        | Jake Cannavale                                             | Czető Roland        | Fiatal fejvadász, kétszer keresztezi Mando útját, aki megöli őt. |
| Ranzar "Ran" Malk   | Mark Boone Junior                                          | Csuja Imre          | Zsoldosok csoportjának vezetője. |
| Migs Mayfeld        | Bill Burr                                                  | Barabás Kiss Zoltán | Egykori birodalmi mesterlövész, aki összecsap Mandóval, de az legyőzi és bezárja egy cellába. Később Din, Boba, Fennec és Cara elviszik egy Új köztársasági munkatáborból, hogy segítsen nekik, majd végül felszabadítják. |
| Xi'an               | Natalia Tena                                               | Tornyi Ildikó       | Lila bőrű twi'lek nő. Miután Din ellen fordul, a mandalóri bebörtönzi. |
| Burg                | Clancy Brown                                               | Bognár Tamás        | Vörös bőrű devaroni, akit Ran kér meg, hogy mentse meg Qint. Őt is bezárja A Mandalóri. |
| Q9-0                | Richard Ayoade (hang)                                      | Tokaji Csaba        | Egy droid, akit egyszerűen csak Zérónak neveznek, aki pilóta, navigátor és hacker szerepet tölt be a zsoldos legénységben. Megpróbálja megölni Grogut, de Mando lelövi őt. A második évadban a Béka asszony megjavítja, hogy rajta keresztül kommunikálni tudjon Din Djarinnal. |
| Qin                 | Ismael Cruz Córdova                                        | Szabó Máté          | Lila bőrű twi'lek férfi, Xi'an bátyja, akit az Új Köztársaság börtönszállító hajóján tartanak fogva. |
| Gor Koresh          | John Leguizamo (hang)                                      | Papp Dániel         | Abesszin gengszter, aki meg akarja ölni Dint, hogy megszerezze annak páncélját. |
| Cobb Vanth          | Timothy Olyphant                                           | Barát Attila        | A tatuini Mos Pelgo város marsallja. Dinnel való konfliktusa barátsággá válik. |
| Birodalmi százados  | Titus Welliver                                             | Jakab Csaba         | Birodalmi százados, aki egy Gozanti-osztályú cirkálón szolgál. |
| Mythrol             | Horatio Sanz                                               | Sótonyi Gábor       | Kék bőrű kétéltű, akit Din Djarin elfog, amiért meglopta Greef Kargát, amikor a könyvelőjeként dolgozott. Később segít nekik felrobbantani egy birodalmi épületet. A segítségéért cserébe Greef Karga elengedi a tartozása egy részét. |
| Lang                | Michael Biehn                                              | TBA                 | Zsoldos, aki Morgan Elsbeth-nek dolgozik. |
| Ahsoka Tano         | Rosario Dawson                                             | Molnár Ilona        | Egykor Anakin Skywalker Jedi lovag tanítványaként harcolt a klónháborúkban, parancsnokként. Kilépett a Jedi rendből, mert azt gondolta, hogy a Jedik letértek a helyes útról. Túlélte a 66-os parancsot, majd a lázadók ügynökeként (Fulcrum álnéven) tevékenykedett a Lázadó Szövetségben. Ezra Bridger megmentette őt a haláltól a világok közötti világ segítségével. A sorozatban Thrawn főadmirális után kutat a Corvus nevű erdős bolygón. |
| Morgan Elsbeth      | Diana Lee Inosanto                                         | Bertalan Ágnes      | A corvusi Calodan város magisztrátusa. Din és Ashoka legyőzik őt és zsoldosait. |
| Luke Skywalker      | Max Lloyd-Jones (megformáló) Mark Hamill (hang és CGI arc) | Stohl András        | Anakin Skywalker fia, miután a második Halálcsillag felrobbant, újjá akarja éleszteni a Jedi rendet. Megérezte Grogut, mikor az megnyílt az Erő felé a Thyton bolygón és elvitte tanítani, de ő 1 év után úgy döntött, hogy visszatér a Mandalórihoz. |
| Kelleran Beq        | Ahmed Best                                                 | Penke Bence         | Jedi mester, aki kimenekítette Grogut a Coruscanti Jedi Nagytemplomból. |
| Tuttle ezredes      | Tim Meadows                                                | Pál Tamás           | Az Új Köztársaság egyik ezredese. |
| Bombardier százados | Jack Black                                                 | Kálloy Molnár Péter | A Plazir-15 választott uralkodója és korábban a Birodalom tagja volt, aki megkérte Dint, hogy nyomozza ki a droidproblémájukat. |
| Hercegnő            | Lizzo                                                      | Mezei Kitty         | A Plazir-15 uralkodócsaládjának leszármazottja, Bombardier felesége. |
| Helgait megbízott   | Christopher Lloyd                                          | Fodor Tamás         | A Plazir-15 biztonsági főnöke, aki a Szeparatisták oldalán van. |

### További szereplők
| Szereplő               | Színész                                            | Magyar hang     | Leírás |
| ---------------------- | -------------------------------------------------- | --------------- | --- |
| Omera                  | Julia Jones                                        | Sipos Eszter    | Krill farmer, özvegy, aki egy Sorgan faluban él lányával, Wintával. |
| Winta                  | Isla Farris                                        | Hegedűs Johanna | Omera lánya, egy Sorgan faluban él. |
| Caben                  | Asif Ali                                           | Ágoston Péter   | Krill gazdák egy Sorgan faluban. |
| Stoke                  | Eugene Cordero                                     | Horváth Illés   | Krill gazdák egy Sorgan faluban. |
| Riot Mar               | Rio Hackford                                       | Bordás János    | Fejvadász, aki megpróbálja visszaszerezni Grogut A Mandaloritól. |
| Lant Davan             | Matt Lanter                                        | TBA             | Az Új Köztársaság katonája és a börtönszállító hajójának személyzetének tagja. Meggyilkolja egy zsoldos banda, akik hajóra szállnak, hogy megmentsék Qint. |
| Trapper Wolf           | Dave Filoni                                        | Kapácsy Miklós  | Az Új Köztársaság X-szárnyú pilótája. |
| Jib Dodger             | Rick Famuyiwa                                      | Törköly Levente | Az Új Köztársaság X-szárnyú pilótája. |
| Sash Ketter            | Deborah Chow                                       | TBA             | Az Új Köztársaság X-szárnyú pilótája. |
| Wing kormányzó         | Wing Tao Chao                                      | TBA             | A corvusi Calodan város kormányzója. |
| Valin Hess             | Richard Brake                                      | Forgács Péter   | Migs Mayfeld korábbi birodalmi felettese. |
| R2-D2                  | Nem szólal meg                                     | Nem szólal meg  | Luke Skywalker asztromech droidja. |
| Bib Fortuna            | Matthew Wood                                       | Eredeti hang    | Jabba, a hutt korábbi udvarmestere. Ura halála után maga vette át az irányítást. |
| Ragnar Vizsla          | Wesley Kimmel                                      | Tóth Csanád     | Paz Vizsla mandalóri lelence és fia. |
| Gorian Shard           | Carey Jones (megformáló) Nonzo Anozie (hang)       | Szrna Krisztián | Egy kalózbanda vezetője. |
| Vane                   | Marti Matulis                                      | Hám Bertalan    | Gorian kalózbandájának altisztje. |
| Anzellanok             | Shirley Henderson (hang)                           | Sipos Eszter    | Anzellan fájba tartozó szerelők, akik megpróbálták megjavítani IG-11-et. |
| R5-D4                  | Nem szólal meg                                     | Nem szólal meg  | Asztromech droid, aki korábban a lázadást szolgálta, de valahogy a Tatuinra került, ahol el akarták adni Owen Larsnak. Ez meghiúsult és ottragadt a bolygón. Évekkel később Peli kölcsönadta Din-nek, hogy a segítségével megvizsgálja a Mandalór bolygó légkörét, hogy mérgező-e. |
| Klónkatonák            | Temuera Morrison                                   | Rékasi Szabolcs | Az 501-es légió birodalmi klónkatonái, akik megtámadták a Coruscanti Jedi Nagytemplomot. |
| Garazeb "Zeb" Orrelios | Steve Blum (hang)                                  | Törköly Levente | Egy Lasat lázadó, aki korábban a Lasani Díszőrség tagja volt, mielőtt a Birodalom elpusztította hazáját. |
| Reed hadnagy           | Max Lloyd-Jones                                    | Pásztor Tibor   | Az Új Köztársaságban szolgáló X-szárnyú pilóta, Carson Teva társa. |
| Shuggoth               | Joanna Bennett (megformáló) Christine Adams (hang) | Peller Anna     | A Quarren űrhajó kapitánya. |
| Mon Calamari herceg    | David St. Pierre (megformáló) Harry Holland (hang) | Rada Bálint     | Mon Calamari királynak a fia, aki szerelmes Shuggoth-ba. |
| Gilad Pellaeon         | Xander Berkeley                                    | Rosta Sándor    | Birodalmi tiszt és az Árnyék tanács tagja. |
| Brendol Hux            | Brian Gleeson                                      | Ódor Kristóf    | Birodalmi parancsnok és az Árnyék tanács tagja, valamint a folytatás trilógiában ismert Armitage Hux apja. |

### Magyar változat
- Magyar szöveg: Blahut Viktor
- Hangmérnök és szinkronrendező: Kránitz Lajos András
- Vágó: Kránitz Bence
- Gyártásvezető: Bogdán Anikó
- Produkciós vezető: Máhr Rita
- Művészeti vezető: Jarek Wojcik

A szinkront az SDI Media Hungary készítette.

## Évadok
| Évad | Évad                    | Epizódok                | Eredeti sugárzás   | Eredeti sugárzás   | Magyar sugárzás  | Magyar sugárzás   |
| Évad | Évad                    | Epizódok                | Évadpremier        | Évadfinálé         | Évadpremier      | Évadfinálé        |
| ---- | ----------------------- | ----------------------- | ------------------ | ------------------ | ---------------- | ----------------- |
|      | 1.                      | 8                       | 2019. november 12. | 2019. december 27. | 2022. június 14. | 2022. június 14.  |
|      | 2.                      | 8                       | 2020. október 30.  | 2020. december 18. | 2022. június 14. | 2022. június 14.  |
|      | 3.                      | 8                       | 2023. március 1.   | 2023. április 19.  | 2023. március 1. | 2023. április 19. |
|      | The Mandalorian & Grogu | The Mandalorian & Grogu | 2026. május 22.    | 2026. május 22.    |                  |                   |

## Díjak és elismerések
A Mandalórit többek között jelölték hat Primetime Emmy-díjra és negyvenkét Primetime Creative Arts Emmy-díjra (amiből tizenötöt megnyert). Szintén jelölték egy BAFTA-díjra, egy Critics' Choice-díjra, egy Directors Guild of America díjra, egy Golden Globe-díjra, tizenegy Astra-díjra (amiből egyet megnyert), három Hugo-díjra, három MTV Movie & TV Awardsra, egy Producers Guild of America-díjra, két TCA-díjra, huszonkettő Visual Effects Soicety-díjra (amiből ötöt megnyert) és egy Writers Guild of America díjra.